# Ari da Silva Delgado
Ary da Silva Delgado (? —?) foi um político brasileiro.
Foi eleito, em 3 de outubro de 1958, deputado estadual, pelo PSD, para a PSD, para a 40ª e reeleito para a 41ª e pela ARENA para 42ª Legislaturas da Assembleia Legislativa do Rio Grande do Sul,, de 1959 a 1967.
Na década de 30 atuou como jogador de futebol no Grêmio, clube onde também foi presidente.